# Винцаид
Винцаид је сеоце у граду Кикинди, Србија. Званично припада селу Банатска Топола. Смештено уз регионални пут Кикинда-Зрењанин, ово сеоце је првобитно било посед породице по којој је добило име. Између два светска рата, тадашња влада је неуспешно покушала да ово сеоце претвори у насељено место са 120 домаћинства.